# Мічуринське (Нестеровський район)
Мічуринське (рос. Мичуринское) — селище Нестеровського району, Калінінградської області Росії. Входить до складу Чистопрудненського сільського поселення.
Населення —  53 особи (2015 рік). 

## Населення
| 2002 | 2010 |
| ---- | ---- |
| 61   | ↘53  |